# Desaparecimento de Ruth Wilson
Ruth Wilson é uma pessoa britânica desaparecida. Ela é de Betchworth, perto de Dorking em Surrey, Inglaterra e desapareceu em Box Hill a 27 de novembro de 1995. O seu paradeiro é desconhecido.

## Família e vida em casa
Ruth Wilson é a filha mais velha de Ian e Nesta Wilson. A sua mãe nasceu em Wellingborough a 1 de maio de 1948 e foi-lhe dado o nome Nesta Landeg pelos seus pais adotivos. Ian e Nesta casaram-se em 1976 em Newport. Quando Ruth tinha três anos e a sua irmã, Jenny, alguns meses, Nesta matou-se a 10 de dezembro de 1982. Segundo a história dita a Wilson pela família, a morte de Nesta foi o resultado de uma queda acidental nas escadas, mas o seu certidão de óbito gravou a causa de morte como suicídio por enforcamento. Sem a família saber, Wilson tinha descoberto sobre a verdadeira natureza da morte da mãe antes de desaparecer.
O pai de Wilson, Ian G. Wilson, casou com Karen I. Bowerman no último trimestre de 1983 em Surrey. Ian e Karen eram professores: ele era chefe de ciências numa escola secunda enquanto ela era deputada chefe de um escola primária. Ian também serviu como um conselheiro paroquial. A família vivia numa casa de campo em Wárionham Lane em Betchwort, Surrey na altura do desaparecimento de Wilson.
Wilson gostava de ler, andar de bicicleta e música. Ela tocava guitarra elétrica e piano. Ela também tinha um trabalho ao sábado numa loja de música e era uma babysitter local popular. Ela estava a estudar para os A levels na Ashcombe School Sixth Form quando desapareceu. Ela ia à sua igreja local, St. Michael's. Ela era membro do coro, tocava orgão e gostava de tocar o sino. Ela era descrita pelos colegas como tendo uma personalidade inteligente e peculiar com um grupo pequeno mas próximo de amigos.
A amiga de Wilson, Catherine Mair, ia-se mudar para Sheffield, South Yorkshire, e Wilson tinha perguntado se ela podia ir com ela quando estivesse instalada. Wilson desapareceu poucas semanas depois de Mair se mudar. A mãe de Mair lembra-se de Wilson dormir em sua casa pouco antes de ter desaparecido e estava determinada que não queria voltar para casa. Wilson não explicou porquê. Mais tinha afirmado que Wilson tinha falado sobre fugir mas não suicídio. Ian e Karen disputaram as declarações de que a sua vida em casa era infeliz. Amigos e família também disseram que Ruth não estava suicida.

## Eventos
Dois dias antes do seu desaparecimento, Wilson trabalhou na loja de música em Dorking, e depois foi comer com o seu ex-namorado Will Kennedy, com quem ela ainda mantinha uma boa amizade, e outro amigo, Neil Phillipson. Kennedy e Phillipson ambos disseram que Wilson pagou pela refeição.
No dia em que desapareceu, Wilson foi ao treino de handbell na igreja local, e depois foi a um grupo de juventude em Dorking, e jantou com Kennedy. A mãe dele deu-lhe uma roupa antiga. A família de Wilson lembra-se de ela estar relaxada.

### Desaparecimento
O pai e a madrasta de Wilson saíram cedo para o trabalho no dia do seu desaparecimento, deixando Wilson e Jenny para apanharem o autocarro escolar. O pai de Wilson teve uma inspeção da Ofsted na escola onde trabalhava como chefe do departamento de ciência e estava com pressa para ir embora. Ele lembra-se que a última vez que viu Wilson ela estava a ouvir música no Walkman enquanto ele saía de casa e ele tendo estado estressado, as suas últimas palavras para Wilson foram "Sai da frente. Estou com pressa". Num último momento Wilson disse a Jenny que não ia com ela no autocarro. Jenny não ficou surpreendida pois Wilson estava no Sixth form e nem sempre ia o dia todo, embora ela ficasse surpreendida que a sua irmã tivesse deixado para lhe contar tão tarde antes da chegada do autocarro.
Pouco depois de Jenny deixar a escola, Kennedy apareceu com o seu carro e ofereceu boleia a Wilson. Ela recusou, dizendo que ela se encontraria com ele mais tarde. Ela não foi à escola naquele dia, algo que a sua família e amigos consideraram incomum. Ás 11.30, Wilson apanhou um táxi em Dorking. Por volta do meio-dia, ela encomendou flores para a sua madrasta. Wilson pediu que não fossem entregues até à próxima quarta-feira.
Wilson passou a tarde na Biblioteca de Dorking. Á volta das 16h, ela apanhou um táxi da estação ferroviária de Dorking para Box Hill. Ela foi deixada a pouco caminho do pub Hand in Hand (agora The Box Tree) em Box Hill. O condutor do táxi afirmou que Wilson tinha demonstrado comportamento incomum como ter ficado parada na chuva enquanto ele se ia embora. Isto foi notável pois o condutor observou que as pessoas tipicamente vão-se embora depois de serem deixados no local. Em outros relatos, o condutor disse que Wilson parecia estar à procura de alguém. O condutor foi a última pessoa a vê-la às 16.30.

Na altura do seu desaparecimento, Wilson estava a usar uma camisola de malha vermelha, calças de veludo pretas, botas pixie pretas e um pequeno relógio de senhora no seu pulso esquerdo. Ela tinha uma mochila pequena azul com uma aparelhagem e fitas. Liam McAuley, um polícia reformado de 58 anos a investigar o desaparecimento, observou que Wilson esta 'vestida para entrar noutro carro' ou estava parada para esperar que o condutor saísse para que não visse para onde ela ia, implicando que uma terceira pessoa estava envolvida e que fugir parecia mais provável que suicídio. McAuley também afirmou que desaparecer completamente seria 'muito difícil'. Wilson desapareceu 14 dias antes do 13º aniversário da morte da sua mãe.

### Desfecho
A família de Wilson preocupou-se quando Wilson não voltou para casa nesse tarde e eles tinham descoberto da sua escola que ela não foi à aulas. Eles telefonaram à polícia, e usando a informação do condutor do táxi que deixou Ruth em Box Hill, relataram o que aconteceu rapidamente, a polícia local conduziu uma procura da área imediata.
Nessa noite a Polícia de Surrey organizou uma procura mais extensiva por Wilson com um helicóptero, cães-polícia e equipamentos guiados por calor. Eles procuraram na área de Box Hill mas não encontraram pistas sólidas. Foi subsequentemente descoberto que ela costumava ir frequentemente a Box Hill depois da escola. Ela também estava preocupada com a sua performance na escola e tinha escondido um relatório da escola do seu pai e madrasta nesse fim de semana.
A 29 de novembro, as flores encomendadas por Wilson foram entregues à sua madrasta, Karen. As flores foram descritas por Ian Wilson como 'um bouquet caro' em relatos subsequentes. Não havia uma nota junto com as flores. A amiga de Wilson, Mair, interpretou este gesto como 'enfiar dois dedos para cima' para a madrasta.
A 1 de dezembro, como relatado no jornal The Times (29 de dezembro de 1995), a polícia encontrou três notas escondidas debaixo de um arbusto no matagal na borda superior da Pedreira Betchworth em Box Hill. As notas eram despedidas para o pai, madrasta, a sua melhor amiga e um rapaz que ela conhecia. Perto do local foram encontrados pacotes vazios de paracetamol a uma garrafa meia-vazia de Vermute.
A 2 de dezembro, uma grande busca foi organizada pela polícia e serviços de incêndio e resgate, que incluiu 60 voluntários (membros locais do público, amigos da escola, colegas e guardas do Fundo Nacional). A procura utilizou um helicóptero da polícia, cães rastreadores e equipamento de imagem termal. Uma procura detalhada da Pedreira de Betchworth foi feito por uma equipa treinada de busca e resgate junto com trabalhadores dos donos da pedreira Nionisle Ltd.
Mark Williams-Thomas, que foi o oficial de ligação familiar para o caso Wilson, afirmou que as procuravas extensas por Box Hill não ofereceu provas que sugerissem que ela foi morta ou se suicidou. Ele também afirmou que tinha a certeza que Wilson não foi raptada por um estranho. Williams-Thomas também afirmou que "De experiência que tenho, eu sugeriria que uma de duas coisas aconteceu. Ou ela se foi encontrar com alguém e subsequentemente desapareceu, ou ela foi lá e morreu de alguma maneira".
A 8 de dezembro, Ian e Karen Wilson apareceram no programa do meio da manhã da ITV "This Morning" para apelar por informação. Eles afirmaram que eles acreditavam que a sua filha estava viva mas com medo de ir para casa.
Oito meses depois do desaparecimento, Catherine Mair foi visitada na sua nova casa em Sheffield pela Polícia de South Yorkshire. Os polícias pararam de a questionar para vasculhar o seu guarda-roupa, como se ela estivesse a esconder Wilson. A polícia deu o nome de código 'Operação Scholar' ao caso. O caso de pessoas desaparecidas por resolver é revisto numa base regular e é liderado pelo DCI Alex Geldart. A Polícia de Surrey afirmou que a investigação seria reaberta se novas provas ou linhas de inquérito viessem a público.

## Possíveis avistamentos
No primeiro aniversário do desaparecimento, uma rapariga que parecia Wilson foi capturada em camêras de vigilância numa loja em Dorking, a 3.21 km de Box Hill. Ela estava angustiada e pediu uma cópia de cada um dos jornais locais e ficou visivelmente perturbada quando lhe foi dito que um estava esgotado. O dono da loja relatou o acontecimento com a polícia e salvou a gravação das camêras de vigilância. Os jornais locais referiam o desaparecimento de Wilson. Os pais de Wilson afirmaram num artigo do The Times a 2 de janeiro de 1997 que eles acreditavam que a rapariga do vídeo era Wilson.
Falando no aniversário de dez anos do desaparecimento de Wilson, Sgt Shane Craven, chefe da equipa da polícia de pessoas desaparecidas do Leste de Surrey, afirmou que "Nas semanas que se seguiram ao desaparecimento de Ruth, existiram alguns avistamentos confiáveis dela na área de Dorking por pessoas que a conheciam bem". Avistamentos tem sido relatados desde o Canadá. Um artigo do Surrey Advertiser por Rebecca Younger (9 de dezembro de 2008) anunciava um apelo para marca o 13º aniversário do desaparecimento. A equipa de pessoas desaparecidas também afirmou que seguem todas as pistas.
Em 2006, Ian Wilson escreveu uma carta aberta à sua filha desaparecida, implorando-lhe para voltar para casa e perguntando se alguém tinha informação quanto ao seu paradeiro.
Em 2018, um jornal local enviou um apelo a qualquer pessoa que conhecesse Wilson a partilhar qualquer informação que pudesse explicar o desaparecimento. Roxy Birch, que tinha conhecido Wilson na escola e representando-a num vídeo de reconstrução da polícia, alegou que Wilson não conduzia e que não tinha um passaporte, o que faria com que uma viagem de longa distância ou internacional mais difícil. Outra amiga, Kay Blenard, afirmou "A minha crença é de que ela tinha planeado fazer algo. Eu não sei se isso seria permanente ou temporário. Eu gostava de pensar que alguém sabe o que aconteceu".
No mesmo ano, Jon Savell, o superintendente-chefe de proteção pública da Polícia de Surrey deu uma avaliação do caso em que afirmou; "Existem cinco explicações para o desaparecimento de Ruth Wilson; Um acidente trágico, rapto, suicídio, homicídio, ou que ela se ausentou para começar uma nova vida".

## Documentário
Um documentário sobre o caso intitulado Vanished: the Surrey Schoolgirl foi produzido em 2018. Apresentou novas testemunhas, a maioria amigos de Wilson. O pai e madrasta de Wilson foram convidados para estarem envolvidos, mas recusaram.